# Слонимская мечеть (1994)
Слонимская мечеть — мечеть в городе Слониме. Размещается по улице Огинского, 10.

## История
До 1944 года в городе была мечеть, которая была сожжена Второй мировой войны немцами перед отступлением. Храм стоял на бывшей Татарской улице, сейчас улица Кирова.
В 1994 году была открыта новая мечеть в бывшем хозяйственном строении XIX века, которое в советское время использовалось как физкультурно-оздоровительный центр. Здание было передано по приказу председателя белорусского парламента Станислава Шушкевича, после просьбы Сулеймана Байрашевского, местного имама.

## Архитектура
Одноэтажная постройка с 3-скатной крышей. В конструкционным решении было использовано сочетание кирпича и бутового камня. Сегодня здание покрыто штукатуркой. Внутреннее пространство раздзелена перегородками на несколько помещений, объединённых вокруг просторными залы с рядом столбов-опор.
Здание является примером архитектуры хозяйственных сооружений Беларуси второй половины XIX — начале XX века. Мечеть внесена в Государственный список историко-культурных ценностей (протокол Научно-методическими Ряды № 77 от 13 ноября 2002 года), как памятник 3 категории ценности.